# Serie Nacional de Béisbol 1982-1983
La Serie Nacional de Béisbol 1982-83 fue la edición 22ª del torneo amateur de primera división de esta disciplina en Cuba. En esta Serie Nacional se compitió con la estructura de 18 equipos y 51 juegos; la serie se inauguró el 18 de diciembre de 1982 en el Estadio Capitán San Luis. Villa Clara ganó el campeonato consiguiendo su primer título en Series Nacionales.

## Equipos participantes
- Forestales
- Vegueros
- Metropolitanos
- Industriales
- Habana
- Citricultores
- Henequeneros
- Cienfuegos
- Sancti Spiritus
- Camagüey
- Ciego de Ávila
- Granma
- Guantánamo
- Holguin
- Santiago de Cuba
- Las Tunas
- Isla de la Juventud

### Villa Clara
- Amado Zamora
- Víctor Mesa
- Juan Mesa
- Pedro Jova
- Alejo O’Reilly
- Francisco J. Carbonell
- Luis Jova, Alberto Martínez
- Valentín León
- Jorge Llanes
- Isídro Pérez
- José R. Riscart
- Pablo U. Sánchez
- Rafael Rodríguez
- Luis Fernández
- Roberto Rodríguez
- Ramón More
- José Riveira
- Santos Pérez
- Pedro Álvarez
- Arístides García
- Rafael O. Acevey
- Lázaro López
- René Pena
- Mario Veliz
- Dagoberto Martínez
- Pablo U. Sánchez
- Guillermo Martín
- Rafael Cairo
- Oscar Molina
- Rafael Berrio

## Estado final de los equipos
| Equipo              | JJ | JG | JP | AVE | Dif |
| ------------------- | -- | -- | -- | --- | --- |
| Villa Clara         | 49 | 41 | 8  | 837 | –   |
| Citricultores       | 51 | 35 | 16 | 686 | 7   |
| Camagüey            | 51 | 35 | 16 | 686 | 7   |
| Industriales        | 47 | 31 | 16 | 660 | 9   |
| Vegueros            | 51 | 33 | 18 | 647 | 9   |
| Henequeneros        | 48 | 28 | 20 | 583 | 12½ |
| Forestales          | 49 | 25 | 24 | 510 | 16  |
| Ciego de Ávila      | 51 | 25 | 26 | 490 | 17  |
| Santiago de Cuba    | 49 | 24 | 25 | 490 | 17  |
| Habana              | 49 | 23 | 26 | 469 | 18  |
| Guantánamo          | 51 | 22 | 29 | 431 | 20  |
| Cienfuegos          | 48 | 20 | 28 | 417 | 20½ |
| Sancti Spiritus     | 51 | 21 | 30 | 412 | 21  |
| Granma              | 51 | 19 | 32 | 373 | 23  |
| Isla de la Juventud | 51 | 19 | 32 | 373 | 23  |
| Metropolitanos      | 49 | 16 | 33 | 327 | 25  |
| Holguin             | 49 | 16 | 33 | 327 | 25  |
| Las Tunas           | 51 | 15 | 36 | 294 | 27  |

- Leyenda: JJ (Juegos jugados), JG (juegos ganados), JP (Juegos perdidos), AVE (Promedio de juegos ganados) AVE = JG / JJ, Dif (diferencia con la primera posición).

## Premios y distinciones
- Mentor ganador - Eduardo Martín (Villa Clara)
- Novato del año - Rafael Gómez Mena (Industriales)
- Campeón de bateo - Juan Hernández (Forestales) 361 AVE
- Carreras anotadas - Víctor Mesa (Villa Clara) 39 C
- Dobles conectados - Alejo O’Reylly (Villa Clara) 15 2B
- Jonrones conectados - Lázaro Junco (Citricultores) 15 HR
- Promedio de carreras limpias - José Rivera (Villa Clara) 0.63 PCL